# Il grande nemico (film 1939)
Il grande nemico (Let Freedom Ring) è un film del 1939 diretto da Jack Conway.

## Produzione
Il film fu prodotto dalla Metro-Goldwyn-Mayer (MGM)

## Distribuzione
Distribuito dalla Metro-Goldwyn-Mayer (MGM), il film uscì nelle sale cinematografiche statunitensi il 24 febbraio 1939.